# Landeswappen
Ein Landeswappen ist ein Hoheitszeichen eines Landes, welches als Grundlage die  heraldischen Elemente auf einem Wappenschild verwendet. 
Es wird auch als Territorialwappen benannt und unterscheidet sich von anderen Wappen durch seinen begrenzten Gebrauch. Das Führen und die Verwendung in neuerer Zeit unterliegt den landestypischen gesetzlichen Bestimmungen. Oft wird durch eine Hauptsatzung oder im Gesetz über die Hoheitszeichen des Landes, auch Hoheitszeichengesetz genannt, das Aussehen, Führen und der Gebrauch streng geregelt. Viele Landeswappen dürfen nur nach länderspezifischen Veränderungen zum Zweck des allgemeinen Gebrauches durch jedermann, dann beispielsweise auch zu Werbezwecke, verwendet werden. Das gilt auch für Fahnen und insbesondere, wenn das Wappenbild auf dieser abgebildet ist. 
Bekannt sind diese Landeswappen seit dem Mittelalter und galten auch zu dieser Zeit für Land, Staat und Territorium von Herrschern. Das Landeswappen ist nicht immer gleich dem Majestätswappen, kann aber zutreffen. 
Ursprünglich gehen diese Landeswappen auf alte Symbole der Region zurück. Sie knüpfen an die Tradition an, dass beispielsweise das durch den Lehnsherrn verliehene Heroldsbild als Teil in das Landeswappen übernommen wird. Viele dieser Wappen sind aus den Familien- und Geschlechterwappen hervorgegangen. Die Teilverwendung von Anspruchs-, Erbschafts- und auch von Gedächtniswappen im Landeswappen hat diese Wappenform ab dem 16. Jahrhundert umfangreicher werden lassen. Bis zu diesem Zeitpunkt waren sie seit dem Aufkommen, etwa im 13. Jahrhundert, relativ einfach gehalten. 
In neugebildeten Staaten und Länder werden Zeichen des politischen Umbruches oder Symbole der modernen Industrie in den Wappen verwendet. Diese Heroldsbilder unterscheiden sich von der traditionellen Heraldik, unterliegen aber auch den bisherigen bekannten heraldischen Regeln.